# Mareanivka, Mala Vîska
Mareanivka (în ucraineană Мар`янівка) este localitatea de reședință a comunei Mareanivka din raionul Mala Vîska, regiunea Kirovohrad, Ucraina.

## Demografie
Componența lingvistică a localității Mareanivka
     Ucraineană (96,28%)
     Rusă (2,77%)
     Alte limbi (0,52%)
Conform recensământului din 2001, majoritatea populației localității Mareanivka era vorbitoare de ucraineană (96,28%), existând în minoritate și vorbitori de rusă (2,77%).